# Marie Levens
Maria Elizabeth (Marie) Levens (sinh ngày 13 tháng 7 năm 1950) là một chính trị gia giữ chức Bộ trưởng Ngoại giao của Suriname trong 5 năm (2000 - 2005). Trong nhiệm kì đó, bà đã lãnh đạo một số nhiệm vụ đàm phán về hòa bình, phát triển, hợp tác và thương mại song phương và đa phương trên toàn thế giới. Bà tốt nghiệp ngành Khoa học Giáo dục ở Hà Lan sau khi nhận được bằng giảng dạy tại đất nước của mình.
Sau khi làm việc trong 30 năm tổng cộng ở tất cả các cấp Giáo dục từ tiểu học đến trung học và Đại học, bà trở thành thành viên hội đồng quản trị của Đại học Suriname và đóng góp vào việc thành lập trường Khoa học Giáo dục. Viện Đảm bảo chất lượng tại đại học là sáng kiến của bà; bà trở thành giám đốc đầu tiên của viện và đóng góp rất nhiều cho phong trào Caribe quốc gia và khu vực về việc thiết lập luật pháp và cơ chế công nhận. Kinh nghiệm của bà với tư cách là chỉ đạo Chương trình Học bổng tại Suriname, bao gồm các cuộc đàm phán với các trường đại học ở Mỹ Latinh, Caribe và Châu Âu khá hữu ích cho công việc hiện tại của bà là Giám đốc Bộ Phát triển Con người của OAS. Bộ phận này chịu trách nhiệm xây dựng năng lực ở các quốc gia thành viên thông qua Chương trình học bổng phát triển học thuật và chuyên nghiệp; một chương trình cho vay sinh viên và Cổng thông tin giáo dục của châu Mỹ, một công cụ để cung cấp giáo dục từ xa trên khắp châu Mỹ.
Là một nhà tư vấn trong Giáo dục, bà đã tham gia vào các phân tích chuyên sâu và làm việc cho một số Tổ chức Quốc tế, trong số đó có Ngân hàng Phát triển Liên Mỹ.
Chức vụ Chủ tịch Diễn đàn cho các tổ chức phi chính phủ ở Suriname là kết quả của bà sau 35 năm làm việc tình nguyện ở Châu Âu, Suriname và vùng Caribe.